# 661
| [ Edytuj tabelę ]          |                                                  |
| Cesarz Bizancjum           | - 641 Konstans II 668                            |
| Cesarz Chin                | - 649 Tang Gaozong 683                           |
| Król Deiry                 | - 655 Alfrid 664                                 |
| Król Essexu                | - 660 Swithelm 664                               |
| Król Franków w Austrazji   | - 656 Dagobert II 661                            |
| Król Franków w Neustrii    | - 658 Chlotar III 673                            |
| Cesarz Japonii             | - 655 Kōgyoku 661 - 661 Tenji 671                |
| Kalif                      | - 656 Ali ibn Abi Talib 661 - 661 Mu’awija I 680 |
| Król Kentu                 | - 640 Earconbert 664                             |
| Patriarcha Konstantynopola | - 654 Piotr 666                                  |
| Władca Korei               | - 642 Pojang 668                                 |
| Król Longobardów           | - 653 Aripert I 661 - 661 Godepert 662           |
| Król Mercji                | - 658 Wulfhere 675                               |
| Papież                     | - 657 Witalian 672                               |
| Król Wizygotów             | - 649 Recceswint 672                             |

Rok 661 / DCLXI
stulecia: VI wiek ~
VII wiek ~
VIII wiek

lata: 651 «
656 «
657 «
658 «
659 «
660 «
661
» 662
» 663
» 664
» 665
» 666
» 671

## Wydarzenia
Bliski Wschód
- Mu’awija I przejął kalifat – początek dynastii Umajjadów.

## Urodzili się
- Gemmei, cesarzowa Japonii (zm. 721).

## Zmarli
- styczeń – Ali ibn Abi Talib, kalif.
- 24 sierpnia – Kōgyoku, cesarzowa Japonii (ur. 594).
- Aripert I, król Longobardów.
- Czech, praojciec Czechów (data według Václava Hájeka)[1].
- Labid Ibn Rabi’a, arabski poeta.
- Landeryk z Paryża, biskup.
- Lathcen, irlandzki mnich.